# Dune: Part Three
Dune: Part Three (en España, Dune: parte tres; en Hispanoamérica, Duna: parte tres) es una próxima película épica de ciencia ficción estadounidense dirigida por Denis Villeneuve, quien coescribió el guion con Jon Spaihts. La secuela de Dune: Part Two (2024), es la adaptación de la novela Dune Messiah de 1969 de Frank Herbert.
La película es la segunda adaptación en imagen real de la novela Dune Messiah, después de la miniserie de 2003 Frank Herbert's Children of Dune.

## Reparto
- Timothée Chalamet como el duque Paul Atreides, el duque de la Casa Atreides, al que los fremen llaman "Muad'Dib".
- Zendaya como Chani, una joven fremen e interés amoroso de Paul.
- Florence Pugh como la Princesa Irulan Corrino, la hija del emperador.
- Jason Momoa como Duncan Idaho.[1]
- Nakoa-Wolf Momoa como Leto II, hijo de Paul Altreides.
- Ida Brooke como Ghanima, hijo de Paul Altreides.[2]

## Producción

### Desarrollo
En 2011, Mary Parent, vicepresidenta de producción mundial de Legendary Entertainment, y Cale Boyter, su socio productor, lograron adquirir los derechos de adaptación de Dune. Finalmente, Legendary adquirió los derechos cinematográficos y televisivos de la franquicia Dune en noviembre de 2016.  Legendary contrató a Denis Villeneuve para dirigir una adaptación cinematográfica de Dune y luego consiguió un contrato de producción con la empresa matriz Warner Bros. Pictures para hacer una adaptación en dos partes de la película. Durante el Festival de Cine de Venecia de 2021, al promocionar Dune (2021), Villeneuve declaró su intención de adaptar la segunda novela de Herbert de la serie, Dune Messiah (1969), como parte de su franquicia en caso de que las películas de Dune tengan éxito.  Después de que Dune: Part Two (2024) recibiera luz verde oficialmente en octubre de 2021, Villeneuve reiteró su esperanza de crear una película basada en Dune Messiah.   El guionista Jon Spaihts confirmó más tarde en marzo de 2022 que Villeneuve todavía planea una tercera película, junto con los proyectos derivados de televisión planificados dentro de la franquicia Dune.  Villeneuve tiene la intención de que Dune: Part Three sirva como su última película Dune y entrega dentro de su trilogía de Paul Atreides.  Quería tomarse un descanso antes de producir la película debido a que estaba agotado por dirigir las películas de Dune seguidas, con la intención de dirigir otra película en el medio.  Tras el estreno de Dune: Part Two, el director ejecutivo de Legendary, Joshua Grode, declaró que el estudio estaba "comprometido" con el desarrollo.  En marzo de 2024, Villeneuve se mostró cauteloso al hacer la película, ya que quería asegurarse de que el guion fuera bueno y dijo que haría la película solo si sentía que era superior a Dune: Parte Dos.  El mes siguiente, Deadline Hollywood declaró que la película estaba en desarrollo. 

### Guion
Mientras escribía Dune: Part Two, Villeneuve notó la intención original de Herbert de evitar representar a Paul Atreides como una figura heroica, con la intención de que criticara la idea de la "figura mesiánica" y fuera una figura antiheroica. Esto afectó la forma en que escribió a Paul en la película y dijo que el final de la película eventualmente configuraría la película. Ya en agosto de 2023, Villeneuve comenzó a concebir posibles ideas para la película, diciendo que había "palabras sobre el papel".  En diciembre de ese año, dijo que casi había terminado de escribir el guion. 

## Música
En febrero de 2024, se confirmó que Hans Zimmer compondrá la banda sonora de la película.